# Kaspar Jodok von Stockalper
Kaspar Stockalper (Briga, 14 luglio 1609 – Briga, 29 aprile 1691) è stato un mercante, notaio e barone svizzero, noto con il soprannome di "Großer Stockalper" ("il grande Stockalper").

Nacque da una ricca famiglia di Briga, figlio di Peter Stockalper, notaio, e di Anna Maria Imhof. Ebbe quattordici figli, ma solo otto erano ancora in vita alla sua morte, nel 1691. Di questi solo uno (Peterman von Stockalper) continuò la stirpe Stockalper attraverso il nipote del barone (Peter Anton Josef Ignaz von Stockalper) e il pronipote (Dr Kaspar von Stockalper), che però fu l'ultimo dei discendenti.

## La famiglia
Si ritiene che la famiglia Stockalper sia stata di origine italiana, in quanto derivante dalla famiglia "de Oltieri" che nel 1330, con Antonio de Oltieri (mercante), si era trasferita nei dintorni di Berisal.
Qui il de Oltieri aveva acquistato delle proprietà, presso la località chiamata "Stockalpe", e aveva fatto costruire la propria abitazione, andando ad abbandonare, in seguito, il cognome originario e adottando quello di "Stockalper", più in linea con la popolazione del luogo di origini germaniche.
Col tempo la famiglia si era poi arricchita.

## Biografia
Fu plurilingue (ne conosceva correntemente cinque: alto-vallesiano, italiano, tedesco, francese e latino). Già in giovanissima età notaio e scrivano pubblico, mostrò subito un innato senso commerciale. Inizialmente si occupò di trasporto merci sul passo del Sempione e della scorta per i cortei di nobili durante i loro spostamenti.

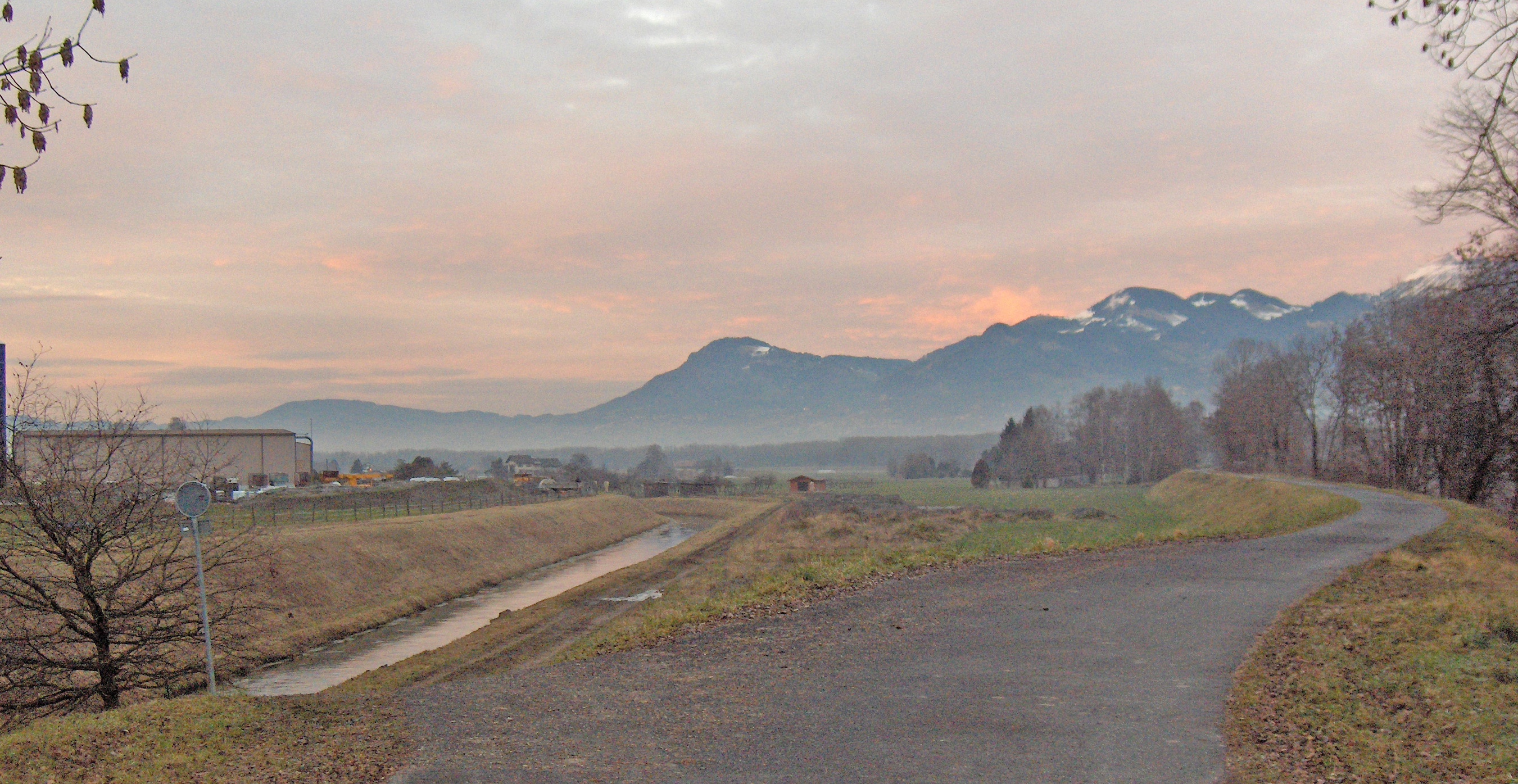
Il Canale Stockalper tra Evouettes e Vouvry.

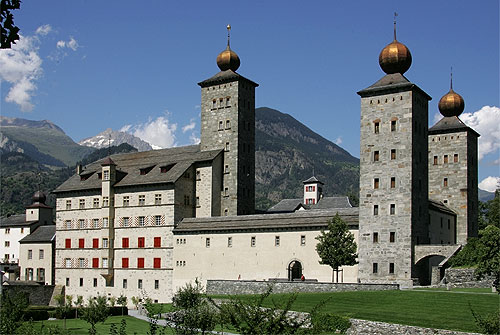
Il Castello Stockalper a Briga.

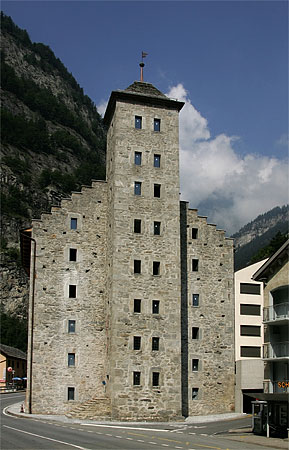
La Torre Stockalper a Gondo.

Grazie a un'accorta politica di alleanze internazionali, che ne fece ben presto il più influente uomo politico del Vallese, costruì una fitta rete di relazioni su scala europea. I suoi viaggi gli permisero di stringere relazioni commerciali dalla Spagna alle Fiandre, ottenendo ricchezza e successo, ma al contempo attirandogli anche numerose inimicizie.
Si dimostrò imprenditore instancabile e avveduto, tanto da mettere da parte una fortuna pari a mezzo miliardo di franchi svizzeri dei nostri tempi. Possedeva terreni ed edifici in tutto il Vallese.
Terminati gli studi, inizia nel 1633 un lungo viaggio di studio e avvicinamento all'arte del commercio, che lo porta dalla Francia ai Paesi Bassi spagnoli, nel corso del quale stringe rapporti con vari capitani d'industria europei.
Nel 1639 rappresenta il Vallese alla Dieta dei Confederati di Baden. Viene scelto dalla Dieta per rappresentare Briga al Consiglio di guerra, chiamato anche Consiglio segreto.
Il 15 maggio 1645 accede alla più alta funzione militare diventando Colonnello della Morge. Nel 1646 viene nominato Governatore di Saint-Maurice. Dal 1652 al 1670 è Segretario di stato (Cancelliere).
Dal 1651 al 1659, per abbassare a un terzo i costi di trasporto del sale (a partire dal Natale 1647 la Dieta gli aveva assegnato la carica di maître du sel per il Vallese, carica che comportava il monopolio del sale nella regione) fece costruire un canale di 8 km di fianco al Rodano (in quel punto pericoloso alla navigazione) - il "canale Stockalper", fra Collombey-Muraz e Vouvry, caduto però in disuso 20 anni dopo, in concomitanza con l'esilio del barone in Italia. Il sale rappresentava un elemento strategico nei traffici del barone e al contempo gli serviva come mezzo di persuasione politica: l'Alto-Vallese era approvvigionato dall'Italia, mentre il Basso-Vallese riceveva il sale da Francia e Spagna, dove il barone pure aveva aperto attività commerciali. Monopolio del sale che dal 1607 al 1647 era invece stato detenuto dalla famiglia vallesana rivale, i Mageran.
Nel 1653 raggiunge la nobiltà ricevendo il titolo di Cavaliere del Sacro Romano Impero.
Gestiva inoltre una mezza dozzina di miniere per lo sfruttamento del sottosuolo del Vallese e gestiva anche le miniere d'oro di Gondo servite dalla Stockalperweg, mentre altre attività estrattive riguardavano piombo (Mörel, Bell, Goppenstein), rame (Val d'Hérens) e ferro (Grund-Ganter).
Giunse ad avere fino a 5.000 dipendenti, dando vita - tra miniere e traffici di persone e merci - a un indotto di ben 20.000 persone (si pensi che all'epoca Briga non contava più di 900 abitanti).

### La mulattiera del Sempione
Per facilitare il commercio del sale e incentivare i suoi traffici privati, il barone Stockalper rivitalizzò il traffico commerciale che passava dal Sempione, dimenticato ormai dalla metà del XIV secolo, sistemando e rendendo più sicura, intorno al 1630, la vecchia mulattiera medievale che ne valicava il passo. In suo onore tale strada venne pertanto chiamata Stockalperweg e fu la stessa corte di Francia del re Luigi XIV a coniare per lui l'appellativo di Roi du Simplon (Re del Sempione). Tale opera, che ricalcava l'antica via romana risalente ai tempi dell'imperatore romano Settimio Severo, permise di riportare il passo a essere il principale passaggio commerciale fra Nord e Sud Europa.
È di questo periodo l'Ospizio del Sempione (ora noto come Vecchio ospizio o Alter Spittel) costruito nel 1666 per suo volere sulle rovine di una struttura preesistente che risaliva al 1235, ad opera dei Gerosolimitani.
Le opere promosse dal barone Stockalper consentirono lo sviluppo di un servizio postale efficiente, fino ad allora affidato in modo estemporaneo a monaci erranti, suonatori, musicisti ambulanti e messaggeri vescovili. Stockalper intuì che l'introduzione di un sistema postale fisso avrebbe giovato al commercio. Nel 1640 fu così istituito un corriere a cavallo che portava le lettere da Ginevra a Milano in otto giorni d'estate e dieci di inverno. Lungo la nuova mulattiera Stockalperweg vennero pertanto costruite nuove stazioni di posta con stalle per i cavalli. A Gondo, per favorire i propri commerci, fece costruire un edificio su più piani protetto da una torre centrale, con funzione di magazzino e alloggio, chiamato Torre Stockalper, ora restaurato e ristrutturato.

#### Il declino
Alla morte di Stockalper il valico del Sempione fu però abbandonato a sé stesso e la mulattiera divenne nuovamente insicura per mancanza di manutenzione; le organizzazioni di trasporto vennero sciolte, i punti di sosta e i magazzini venduti o abbandonati e i commerci si interruppero quasi del tutto. Infatti, a partire dall'esilio di Stockalper del 1679, la monarchia piemontese era riuscita a dirottare i transiti commerciali dal Passo del Sempione a quello del Moncenisio.
La considerevole diminuzione del traffico lungo la Stockalperweg, la cui manutenzione era in parte finanziata dalle tasse doganali e dal pedaggio, unita alla manutenzione negligente delle società incaricate dal Vallese della gestione e del rifornimento della via del Sempione, determinarono il rapido declino della Stockalperweg.
Solo negli ultimi decenni del Settecento la mulattiera Stockalperweg fu ripristinata da un discendente del barone, per conto del consiglio vallesano.

#### La ripresa dell'idea
Ma fu proprio il passaggio delle armate spagnole – seguite da quelle francesi e austriache – dal Passo del Sempione durante la seconda metà del XVIII secolo che conferisce al passo una rinnovata dimensione strategica. Dimensione che non sfugge a Napoleone Bonaparte, il quale prende rapidamente coscienza dell'importanza degli accessi transalpini per le sue mire espansionistiche. Giunto con la sua armata in Italia attraverso il Colle del Gran San Bernardo nel maggio 1800 (per la seconda campagna d'Italia contro gli austriaci, vinti a Marengo), mentre il suo generale Béthencourt passa dal Sempione alla testa di mille uomini per un'operazione secondaria, Bonaparte già il 17 settembre 1800 promulga un decreto relativo alla costruzione di una nuova strada con lo scopo di rendere praticabile per i cannoni il percorso da Briga a Domodossola. All'epoca il percorso partiva da Glis anziché da Briga, più a est della mulattiera, nel punto in cui la Saltina, affluente del fiume Rodano, poteva essere superata con maggior facilità. L'apertura ufficiale della strada avvenne il 9 ottobre 1805: in seguito divenne la strada del Sempione.

### Costruttore e mecenate
Il barone Stockalper diede un notevole impulso allo sviluppo artistico del Vallese, contribuendo alla costruzione di numerosi edifici civili e religiosi, soprattutto a Briga e lungo la mulattiera Stockalperweg che superava il Passo del Sempione.
- Tra il 1658 e il 1678 il barone si fece costruire un castello in stile barocco a Briga, il castello Stockalper, tuttora in ottimo stato di conservazione e visitabile (in precedenza aveva abitato presso la vecchia casa Stockalper, costruita oltre un secolo prima dalla famiglia, nel 1532, ancora visitabile lì a fianco).
- Sempre a Briga a lui si devono la chiesa parrocchiale di Mariä Himmelfahrt (Maria Assunta) in frazione Glis; il Kollegium Spiritus Sanctus (giugno 1673) e la Kollegkirche (31 agosto 1687)[4] entrambi per i Gesuiti, che nell'ottobre 1662 erano ritornati a Briga, in frazione Aspires; il Klosters St. Ursula (monastero delle Orsoline) e l'Ospedale[5].
- A Gondo va ricordata la Torre Stockalper (1670-1685), al Passo del Sempione l'Alte Spittel (Vecchio Ospizio) (1666), le stazioni di sosta a Gabi (1676) e a Turtmann (Tourtemagne) (iniziata negli anni 1670-1674) (entrambe le stazioni di posta non furono poi completate a causa dell'esilio del barone nel 1679 e se ne possono ancora osservare le rovine).
- Non va neppure dimenticato che il barone finanziò pure costruzioni al di là del Passo del Sempione, in Italia, dove possedeva numerosi terreni: finanziò (con 5500 lire imperiali) la costruzione del Sacro Monte di Domodossola all'imbocco della Val Bognanco (che veniva percorsa proprio dalla Stockalperweg, da lui voluta), finanziò il portico della chiesa di Varzo, si fece costruire un'abitazione[6] (dopo il 1679) al Monte Calvario di Domodossola (con 2000 lire imperiali), dove trascorse gli anni d'esilio lontano da Briga.

### Destituzione, esilio e morte
Fu molto attivo anche nella vita politica del Vallese, ricoprendo nel tempo cariche pubbliche sempre maggiori. Fu accusato ingiustamente di aver tramato contro il proprio paese: quattro distretti del Vallese (Sion, Sierre, Loèche e Viège) si erano associati segretamente per presentare un atto di accusa nei suoi confronti presso la Dieta.

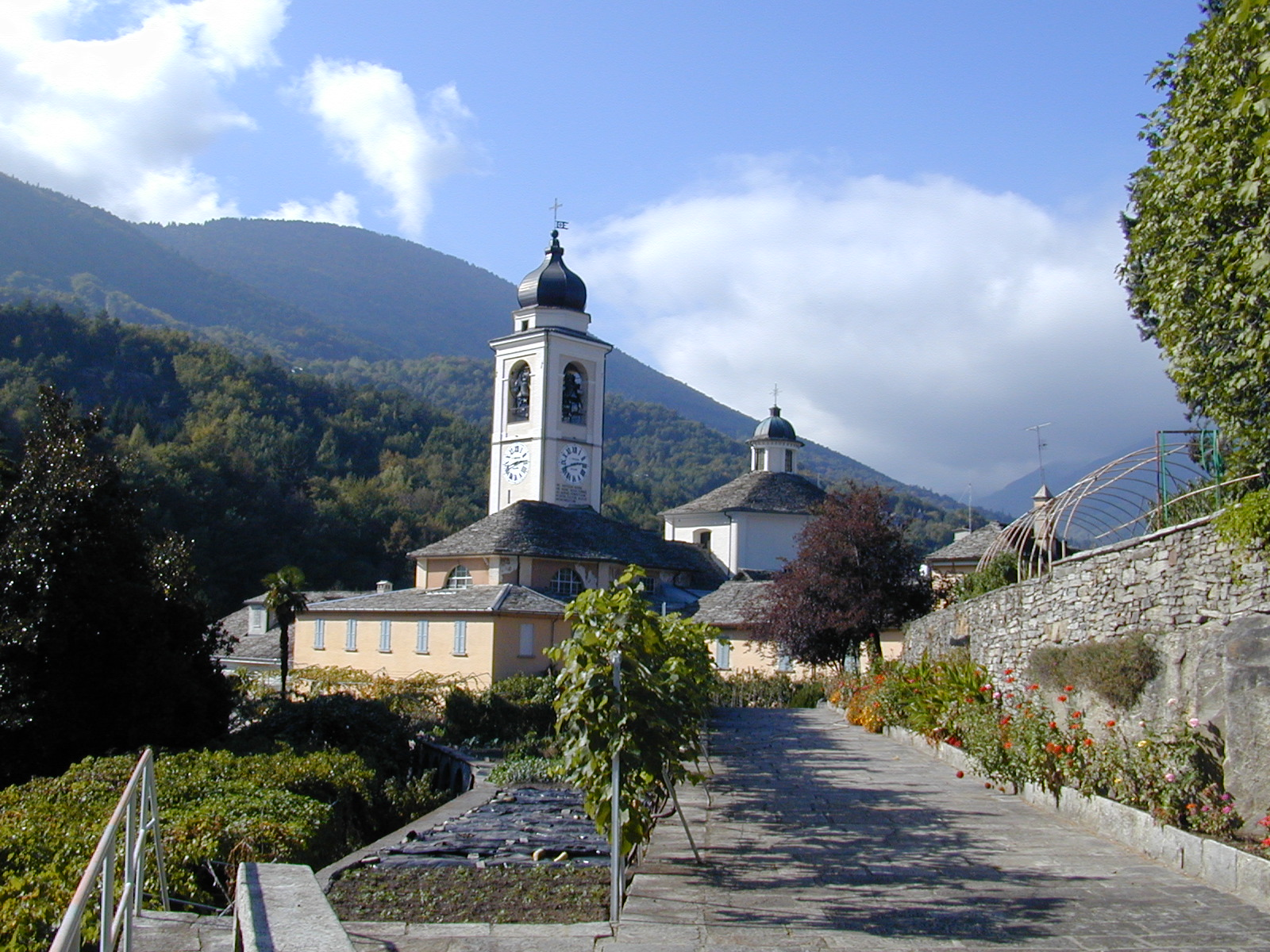
Il Sacro Monte di Domodossola

Destituito il 4 maggio 1678, il barone Stockalper viene inizialmente condannato a una pesante multa, alla perdita dei privilegi e de facto anche alla perdita del monopolio del commercio del sale.
Nel settembre 1679 un tribunale svizzero lo condanna però a morte. Per salvarsi, all'inizio di ottobre ripara in Italia, fermandosi al di là del passo del Sempione. Benvoluto dagli ossolani (in passato aveva finanziato con 5 500 lire imperiali la costruzione degli edifici e delle cappelle del Sacro Monte Calvario a Domodossola), vi si fa costruire una villa, investendo altre 2 000 lire imperiali, restando così in esilio presso la frazione Calvario di Domodossola, per ben sei anni.
Lasciate sbollire le animosità nei suoi confronti in Svizzera (nel frattempo era morto uno dei suoi principali accusatori), il barone Stockalper fece poi un trionfale ritorno in patria il 5 giugno 1684. A fine giugno la Dieta decise poi di lasciar cadere una parte delle accuse, concordando col barone che nel futuro se ne sarebbe stato tranquillo, astenendosi dalla vita politica e restando prevalentemente confinato nel suo castello di Briga, dove morì sei anni dopo, alla veneranda età di 82 anni.

### Cronologia del complotto
Grazie allo storico contemporaneo Peter Arnold (rettore del Kollegium Spiritus Sanctus di Briga) è stato possibile ricostruire minuziosamente il complotto che determinò la messa in stato d'accusa del barone Stockalper davanti alla Dieta.
Le vere motivazioni sarebbero in realtà ben diverse dalle accuse mossegli ufficialmente: la gelosia del patriziato vallesano di fronte alla notevole ricchezza accumulata negli anni dal barone, le carriere politiche da lui stroncate e le ascese sociali non concesse, i rancori personali maturati nei suoi confronti (determinati da: amori contrastati, affronti fatti all'onore di altre famiglie, processi e terre perse a causa della riscossione di debiti, ecc.).
Tra i suoi più accesi avversari e detrattori vanno citati: Adrien In Albon di Viège (notaio), Jean de Montheys di Sion (balivo), Antoine de Courten di Sierre e Christian Gasner di Loèche.
Anno 1678

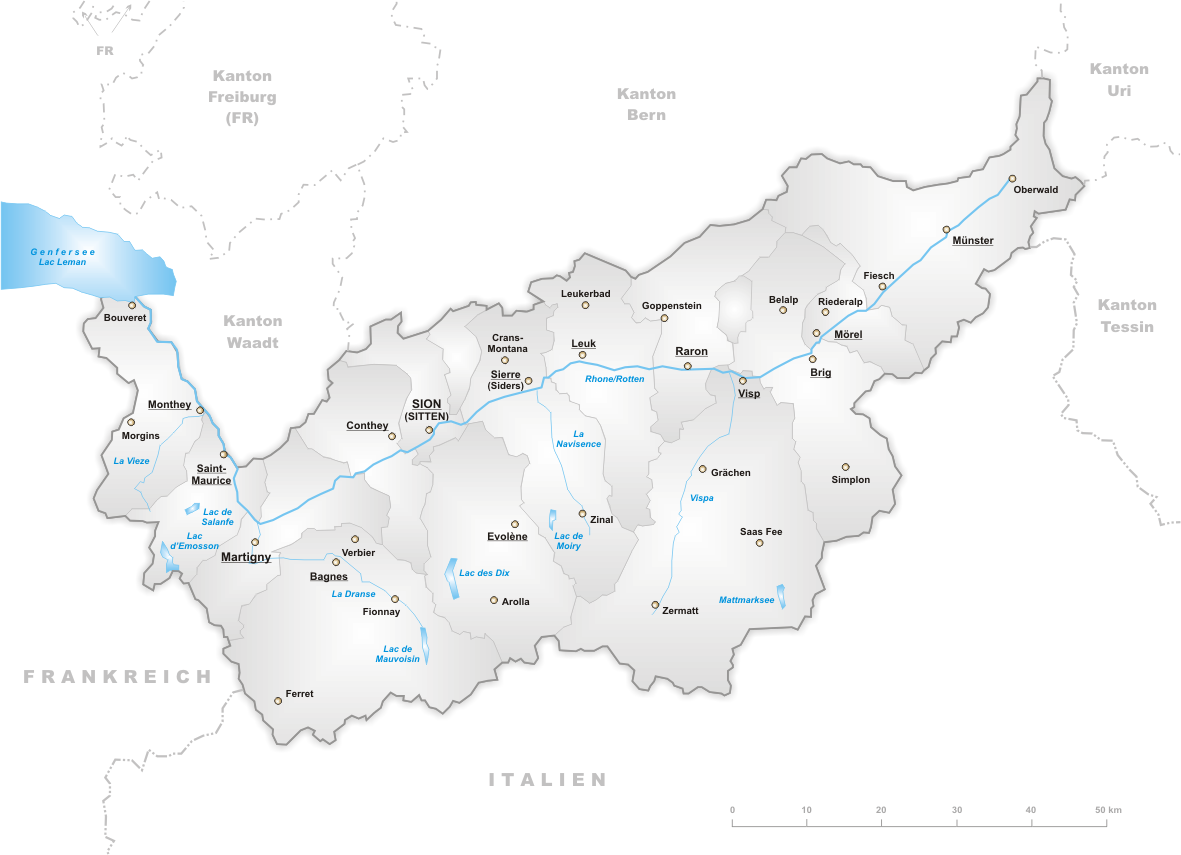
I quattro distretti accusatori: Sion, Sierre, Loèche (Leuk) e Viège (Visp).

3 marzo: alleanza segreta tra i distretti di Sion, Sierre, Loèche e Viège (distretti dell'Alto Vallese, attraversati dal Rodano... e dai traffici commerciali del barone) contro il barone Stockalper e il suo monopolio del sale.
12-13 maggio: i quattro distretti redigono un elenco di sedici capi di accusa contro Stockalper.
14 maggio: la Dieta viene riunita per prendere conoscenza dei capi d'accusa (tra cui quello di lesa maestà).
24 maggio: Stockalper firma le proprie dimissioni, impegnandosi a consegnare ai sette distretti le armi e le munizioni possedute, un'ingente somma di denaro, il sale e i documenti ufficiali in suo possesso.
Estate: a Viège e a Loèche si tiene il processo contro Stockalper.
Anno 1679
Settembre: il tribunale di Viège condanna Stockalper alla pena capitale.
11 ottobre: Stockalper, ormai settantenne, fugge in Italia attraverso la Stockalperweg, da lui fatta costruire quarant'anni prima attraverso il Passo del Sempione. Dopo i primi tempi va a vivere in una dimora patrizia che si fa costruire presso il Monte Calvario, a Domodossola.
Ottobre-novembre: i beni di Stockalper vengono messi in vendita.
6 dicembre: la Dieta di Sion emette un proclama nel quale si espone e critica tutta la vita del barone e i crimini da lui commessi, enumerando ben 32 articoli di accusa. Ventotto di questi riguardano malversazione e abuso di potere, mentre tre sono relativi a un rifiuto di obbedienza nei confronti dell'autorità della Dieta stessa.
Anno 1684
5 giugno: morto il suo principale accusatore e sbollite le animosità nei suoi confronti in patria, Stockalper, ormai settantatreenne, fa ritorno trionfale a Briga.
fine giugno: la Dieta decide di lasciar cadere una parte delle accuse, pur mantenendo la confisca sulla maggior parte delle sue proprietà. Viene raggiunto un accordo che consenta a Stockalper di restare in patria a patto di astenersi dalla vita politica, rimanendo prevalentemente confinato nel suo castello di Briga.
Anno 1691
29 aprile: muore alla veneranda età di 82 anni, pressoché confinato nel suo castello. Gli resta però il merito di aver contribuito ad arricchire il proprio paese, affrancando il Vallese e rafforzando il peso politico del Vallese orientale rispetto al Vallese centrale.

## Funzioni e titoli
Durante la sua vita accrebbe e moltiplicò i propri titoli e cariche. I principali furono:
| Titolo | Periodo                 |
| --- | ----------------------- |
| Châtelain de Zwischbergen-Gondo et du dizain de Brigue (Castellano di Zwischbergen-Gondo del distretto di Briga) | 1638                    |
| Colonel de la Morge (Colonnello della Morge)                                                                     | 15 maggio 1645          |
| Gouverneur de Saint-Maurice (Governatore di Saint-Maurice)                                                       | 1646-1647               |
| Châtelain de Martigny à vie (Castellano di Martigny a vita)                                                      | 1646-1691               |
| Maître du sel en Valais (Signore del sale per il Vallese)                                                        | Natale 1647             |
| Chancellier (Cancelliere)                                                                                        | Natale 1652-maggio 1670 |
| Grand bailli (Gran balivo, a capo del Consiglio di Stato del Vallese)                                            | 1670-1678               |